# Johann Siegmund Hayek von Waldstätten
Johann Siegmund Hayek Reichsritter von Waldstätten (* 11. Juni 1661 in Ungarisch-Brod (Uherský Brod); † 1. Januar 1737 in Wien) war Reichhofratssekretär, kaiserlicher Hofrat, geheimer Referendar und Reichsritter. Er war der Stammvater der beiden, später freiherrlichen Linien aus der Familie von Waldstätten.

## Leben
Thomas Hayeks jüngerer Sohn, der sich später Johann Siegmund nannte, studierte bei den Jesuiten in Ungarisch-Hradisch (Uherské Hradiště) und trat dann als Privatsekretär in Dienste des nachmaligen Reichsvizekanzlers Grafen Dominik Andreas I. von Kaunitz. Diesen begleitete er als kaiserlicher Legationssekretär und geheimer Referendar nach Holland und erwarb sich beim Abschluss des Rijswijker Friedens (1697) besondere Verdienste. Anno 1700 wurde er Reichshofrats-Sekretär der lateinischen Expedition. Er führte auch die Titel eines kaiserlichen Hofrats und geheimen Referendars.
Johann Siegmund Hayek erhielt am 5. September 1701 zu Wien den alten Reichsritterstand mit dem Prädikat „von Waldstätten“. Das Wappen stimmte weitgehend mit dem der Fridrich von Fridstein überein, Unterschiede sind lediglich in den Feldern 3 und 5 (drei Eichenbäume = Wald = Hayek). Im Diplom Hayek ist von einer Wappenübertragung nicht die Rede. Diese scheint also vom Schwiegervater auf den Schwiegersohn via facti, ohne Vorwissen der Adelsbehörde erfolgt zu sein.

## Familie
Der sich jetzt Johann Siegmund nennende heiratete am 29. Juli 1696 Marianne Therese Friderich von Fridstein (* 28. März 1673 in Wien; † 6. November 1760 ebenda). Die Eheleute wohnten in der Kaunitz’schen Besitzung auf der Freyung. Sie hatten 14 Kinder, von denen sieben bereits im Kindesalter verstorben waren. Zwei Söhne führten das Geschlecht fort: Dominik Josef Simon Judas, Begründer der älteren, und Ignaz Michael Josef Philipp, Begründer der jüngeren Linie.
Der Ritter stiftete aus Erkenntlichkeit „für das besondere Glück, durch welches er im Leben begünstigt wurde“, einen Altar in der Kirche seines Heimatortes und verfügte auch das Anbringen eines Gedenksteins in dem Gotteshaus, der sich noch heute dort befinden soll.

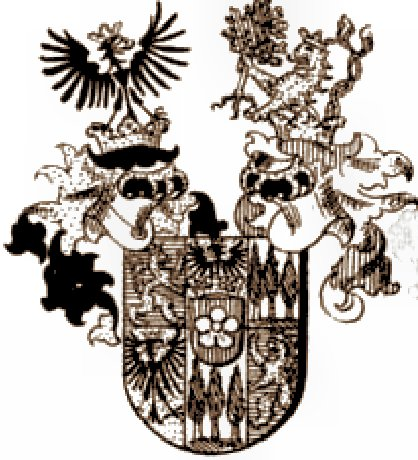
Wappen der Ritter Hayek von Waldstätten

## Wappen von 1701
Geteilt und zweimal durchaus gespalten. 1 und 6 in Blau einwärts ein goldener gekrönter doppelschwänziger Löwe, 2 und 4 in Gold ein schwarzer gekrönter Adler, 3 und 5 in Weiß auf grünem Hügel drei Eichenbäume nebeneinander. Im roten Herzschild eine weiße Rose. Zwei gekrönte Turnierhelme mit links rot-weißen, rechts gold-schwarze Decken. Auf  I wachsend ein goldener gekrönter Löwe einen Eichenbaum haltend. Auf  II ein schwarzer Adler.